# 斯拉德科耶湖
斯拉德科耶湖（俄语：Озеро Сладкое）是萨哈林州奥哈区的湖，面积17.2平方公里，集水面积155平方公里，平均深2米，最大深3.5米。